# شب سخت
شب سخت (انگلیسی: Rough Night) فیلمی است که در سال ۲۰۱۷ نمایش داده شد. از بازیگران آن می‌توان به اسکارلت جوهانسون، زوئی کراویتز، کیت مک کینون، جیلیان بل و ایلانا گلیزر و دمی مور اشاره کرد.

## موضوع
خطر لو رفتن داستان: در سال ۲۰۰۶، چهار نفر، جس، آلیس، فرانکی و بلر، در اولین سال تحصیلی دانشگاهی خود، با یکدیگر دوستان صمیمی می‌شوند. یک دهه بعد آن‌ها دوباره دور هم جمع می‌شوند، زیرا جس می‌خواهد با نامزدش پیتر ازدواج کند. آلیس تصمیم می‌گیرد که چهار نفرشان آخر هفته را در یک مهمانی در میامی بگذرانند. آن‌ها همچنین از پیپا، دوست جس، دوستش از استرالیا می‌خواهند که به آن‌ها بپیوندد. آن‌ها در پارتی مست می‌شوند و سپس تصمیم به استخدام یک مرد رقاص لخت می‌گیرند. وقتی رقاص لخت وارد می‌شود، مرد رقاص، جس را با صحبت‌های خود ناراحت می‌کند. آلیس تصمیم می‌گیرد که روی او بپرد، و باعث می‌شود آن‌ها هر دو سقوط کنند و سر رقاص به لبه شومینه بخورد و او را به قتل برساند. قبل از اینکه آن‌ها تصمیم بگیرند چه کاری باید انجام دهند، جسی با نامزدش' پیتر' تلفنی حرف می‌زند و به پیتر می‌گوید که دوستانش مرد رقاص لختی را استخدام کرده‌اند و او گیج شده‌است. پیتر فکر می‌کند که جس قصد دارد او را ترک کند و تصمیم می‌گیرد که به میامی برود تا جس را متقاعد کند با او ازدواج کند.
دخترها، یک سیم کارت موقتی خریداری می‌کنند و با عموی بلر که یک وکیل است، تماس می‌گیرند. پس از اینکه به او گفتند که جسد را جابجا کرده‌اند، او می‌گوید امکان دارد آن‌ها تا پانزده سال زندان شوند مگر اینکه جسد پیدا نشود. آن‌ها تصمیم می‌گیرند جسد را با انداختن آن به اقیانوس ناپدید کنند. پس از انجام این کار، متوجه می‌شوند که دوربین امنیتی همسایه فیلم آن‌ها را بر روی نوار ضبط کرده‌است، بنابراین بلر را برای بدست آوردن فیلم به آنجا می‌فرستند تا آن‌ها را اغوا کند و فیلم را بدست آورد، بعد از اینکه او با آن‌ها خوابید، متوجه می‌شود که دوربین‌ها کار نمی‌کنند. در همین حال، جسد به ساحل برمی گردد و آن‌ها باید یک فکر جدید برای خلاص شدن از آن پیدا کنند.
در همین حال یک افسر پلیس در می‌زند و پس از اینکه فرانکی را دستمالی می‌کند، با ضربه ای او را بیهوش می‌کند، تازه این موقع است که دوستانش متوجه می‌شوند که او استریپر واقعی است و تعجب می‌کنند که مردی که آن‌ها کشتند که بوده‌است. از ماشین استریپر استفاده می‌کنند تا مجدداً از شر جسد خلاص شوند اما برنامه‌شان پس از تصادف اتومبیل شکست می‌خورد. سپس، هنگامی که آلیس متوجه می‌شود جسی، فرانکی و بلر را به پاتختی بر او ترجیح داده‌است، جس را به خاطر عقده ای بودن سرزنش می‌کند و با عصبانیت برای آماده شدن برای عواقب کاری که کرده‌اند، بیرون می‌زند.
در این هنگام، دو مأمور پلیس وارد می‌شوند و به زنان می‌گویند که آن‌ها توی دردسر نیافتاده‌اند زیرا مردی که کشته شد، یک جنایتکار بوده که در حال فرار از دست پلیس بوده‌است. همان‌طور که زنان مورد بازجویی قرار می‌گیرند، پیپا متوجه می‌شود که پلیسها در واقع همدستان مردی هستند که کشته شد. دو مرد که می‌فهمند دستشان رو شده، دخترها و استریپر تازه به هوش آمده را می‌بندند و تهدید می‌کنند که آن‌ها را می‌کشند. در همین حال، جس بیشتر اتفاقات را از دست داده، چون در طبقه بالا در حال دوش گرفتن برای آماده شدن برای گرفتن عکس بازداشت است. با فهمیدن آنچه اتفاق افتاده‌است، او موفق به چیره شدن بر یکی از اسیرکنندگان با استفاده از اسپری مو و دستبند و مبارزه با دیگری می‌شود در حالی که او قصد کشتن بلر را دارد. پس از آنکه آلیس موفق به شلیک به نفر دوم شد، نفر اول که خود را از دستبندهای اسباب بازی آزاد کرده دوباره ظاهر می‌شود، در همین موقع پیتر که برای بیدار بودن در طول سفر خود به میامی از مصرف مواد مخدر نشئه است، با خودروی خود به جلوی خانه می‌کوبد و او را می‌کشد.
جس دوباره ابراز می‌کند که می‌خواهد با پیتر ازدواج کند و آن دو در آخر هفته در حضور دوستانشان با هم ازدواج می‌کنند. فرانکی و بلر هم تصمیم می‌گیرند که دوباره به عنوان یک زوج با هم باشند و آلیس با اسکاتی، پلیس رقاص لخت که در جشن مجردی جس ملاقات کرده بود دوست می‌شود.
در صحنه پایانی جس و شوهرش، پیتر، آلیس را پس از یک شبگردی به خانه‌اش می‌رسانند. آلیس وارد آپارتمانش می‌شود و دنبال چیزی برای خوردن می‌گردد. در نهایت پاستایی را که از شب جشن مجردی مانده پیدا می‌کند و تصمیم می‌گیرد آن را درست کند. وقتی که پاستا را داخل قابلمه می‌ریزد، می‌بیند که داخل آن تعدادی الماس است. (الماس‌هایی که استریپر/دزد در خانه آن‌ها پنهان کرده بود قبل از اینکه او را بکشند)